# 6902 Хідеосада
6902 Хідеосада (6902 Hideoasada) — астероїд головного поясу, відкритий 26 жовтня 1989 року.
Тіссеранів параметр щодо Юпітера — 3,338.